# National Library of the Philippines
De National Library of the Philippines is de nationale bibliotheek van de Filipijnen. De National Library of the Philippines is de belangrijkste schatkamer van het intellectuele, literaire en culturele erfgoed van het land. Ze heeft als doel om alle werken over de Filipijnen en geschreven door Filipino's te verzamelen en beschikbaar te maken voor inwoners van de Filipijnen. Daarnaast is het doel om de ontwikkeling van publieke bibliotheken in het land te stimuleren, organiseren en begeleiden. De National Library of the Philippines is gevestigd in de hoofdstad Manilla.

## Geschiedenis
De bibliotheek is ontstaan door het samengaan van de American Circulating Library, de Museo-Biblioteca en enkele privé collecties en collecties van diverse overheidsorganen. 